# 천안중학교 축구부
천안중학교 축구부는 충청남도 천안시에 위치한 천안중학교의 축구부이다. 천안중학교가 운영하는 축구부로 1979년에 창단  하였다.

## 출신
주장 윤시후선수

## 같이 보기
- 천안중학교